# بندر پریمورسک
بندر پریمورسک (همچنین بندر تجاری دریایی پریمورسک) بزرگ‌ترین بندر بارگیری نفت روسیه در دریای بالتیک و نقطه پایانی سیستم خط لوله بالتیک است. این بندر در سرزمین اصلی بیورکوسوند خلیج فنلاند در دریای بالتیک، در ۵ کیلومتری جنوب شرقی شهر پریمورسک واقع شده است.

## جدول زمانی ساخت و ساز
در دهه ۱۹۸۰، بخش اصلی حمل و نقل تجارت خارجی اتحاد جماهیر شوروی در دریای بالتیک از طریق کشورهای بالتیک انجام می‌شد. ۲۵٪ از کل گردش مالی محموله‌ها از بندرها روسیه بود: بندر کالینینگراد، بندر بزرگ سنت پترزبورگ، بندر ویبورگ و بندر ویسوتسک. این بندرها نقش حیاتی در صادرات کالاهای صنعتی، مواد خام و محصولات کشاورزی ایفا می‌کردند و زیرساخت‌های آن‌ها به‌طور مداوم توسعه می‌یافت. وابستگی به مسیرهای خارجی، اتحاد شوروی را به تقویت ظرفیت‌های داخلی و کاهش وابستگی به کشورهای بالتیک سوق داد. در سال ۱۹۹۱ ، اتحاد جماهیر شوروی فروپاشید و فدراسیون روسیه در قلمرو سابق خود در کنار سایر کشورهای جدید ظاهر شد. ۴ بندر از ۹ بندر بالتیک اتحاد جماهیر شوروی اکنون در قلمرو روسیه بودند، علاوه بر این، بندر کالینینگراد حمل و نقل زمینی مستقیم با سرزمین اصلی نداشت. ظرفیت این بندرها کافی نبود و روسیه مجبور بود برای استفاده از بندرها سایر کشورها و انتقال محموله‌ها در خاک آنها (از جمله محموله‌ها به کالینینگراد) به آنها پول بپردازد. به منظور به حداقل رساندن وابستگی به بندرها خارجی، در سال ۱۹۹۳، دولت تصمیم به ساخت سه بندر جدید در استان لنینگراد گرفت. یکی از آنها به عنوان جایگزینی برای بزرگ‌ترین بندر بارگیری نفت اتحاد جماهیر شوروی در ونتسپیلس، لتونی، تبدیل شد.
ساخت بندر بارگیری نفت پریمورسک در سال ۲۰۰۰ آغاز شد، ردیف اول با دو اسکله در دسامبر ۲۰۰۱ شروع به کار کرد ردیف دوم و سوم به ترتیب در سال‌های ۲۰۰۴ و ۲۰۰۶ شروع به کار کردند، تعداد اسکله‌های تانکرها چهار برابر افزایش یافت. یک ترمینال برای انتقال فرآورده‌های نفتی سبک افتتاح شد.

## مشخصات بندر
مساحت خشکی این بندر ۲٫۵ کیلومتر مربع و مساحت آب آن ۳۲٫۳ کیلومتر مربع است. این بندر برای جابجایی تانکرهایی با وزن مرده تا ۱۵۰۰۰۰ تن، طول ۳۰۷ متر، عرض ۵۵ متر و عمق غوطه‌وری ۱۵٫۵ متر مجهز شده است؛ یعنی کشتی‌هایی که از اقیانوس به دریای بالتیک می‌آیند و نزدیک به حداکثر عمق غوطه‌وری هستند. به دلیل عمق کم تنگه‌های دانمارک، سوپرتانکرها نمی‌توانند به دریای بالتیک دسترسی داشته باشند. ۹ اسکله در این بندر وجود دارد که ۳ اسکله برای کشتی‌های بندری است. حداکثر عمق در اسکله‌ها ۱۸٫۲ متر است. کشتی‌های مخزن‌دار توسط شش یدک‌کش آزیموت جابجا می‌شوند: سه یدک‌کش پروژه ۱۶۶۰۹ با قدرت ۲٫۶ مگاوات و نیروی کشش بولارد ۴۰ تن، دو یدک‌کش پروژه ۲۱۱۱۰ با قدرت ۴ مگاوات و نیروی کشش ۶۵ تن و یک یدک‌کش پروژه ۱۲۳۳ با قدرت ۳٫۷ مگاوات و نیروی کشش ۶۴ تن در این محل ۱۸ مخزن ذخیره‌سازی هر کدام به ظرفیت ۵۰۰۰ تن برای نفت، و همچنین مخازنی برای فرآورده‌های نفتی سبک و دو مخزن برای تخلیه اضطراری وجود دارد. ظرفیت کل نگهداری مخازن ۹۲۱۰۰۰ تن و ۲۴۰۰۰۰ تن برای فرآورده‌های نفتی سبک است.

## گردش مالی بار
به میلیون تن
|                 | ۲۰۰۲ | ۲۰۰۳ | ۲۰۰۴ | ۲۰۰۵ | ۲۰۰۶ | ۲۰۰۷ | ۲۰۰۸ | ۲۰۰۹ | ۲۰۱۰ | ۲۰۱۱ | ۲۰۱۲ | ۲۰۱۳ | ۲۰۱۴ | ۲۰۱۵ | ۲۰۱۶ | ۲۰۱۷ | ۲۰۱۸ | ۲۰۱۹ |
| فرآورده‌های نفتی | —    | —    | —    | —    | —    | —    | ۱٫۵۶ | ۴٫۲۵ | ۵٬۸۱ | ۵٬۰۰ | ۶٬۵۲ | ۹٬۳۰ | ۱۱٬۳ | ۱۴٫۵ | ۱۳٬۷ | ۱۳٬۶ | ۱۴٬۹ | ۱۳٫۵ |
| نفت             | ۱۲٬۴ | ۱۷٬۷ | ۴۴٬۶ | ۵۷٬۳ | ۶۶٬۱ | ۷۴٬۲ | ۷۴٬۰ | ۷۴٬۹ | ۷۱٬۷ | ۷۰٬۱ | ۶۸٬۲ | ۵۴٬۵ | ۴۲٬۴ | ۴۵٬۱ | ۵۰٬۷ | ۴۴٬۰ | ۳۸٫۵ | ۴۷٫۵ |
| مجموع           | ۱۲٬۴ | ۱۷٬۷ | ۴۴٬۶ | ۵۷٬۳ | ۶۶٬۱ | ۷۴٬۲ | ۷۵٬۶ | ۷۹٬۲ | ۷۷٫۵ | ۷۵٬۱ | ۷۴٬۸ | ۶۳٬۸ | ۵۳٬۷ | ۵۹٬۶ | ۶۴٬۴ | ۵۷٬۶ | ۵۳٬۵ | ۶۱٬۰ |